# 牺牲

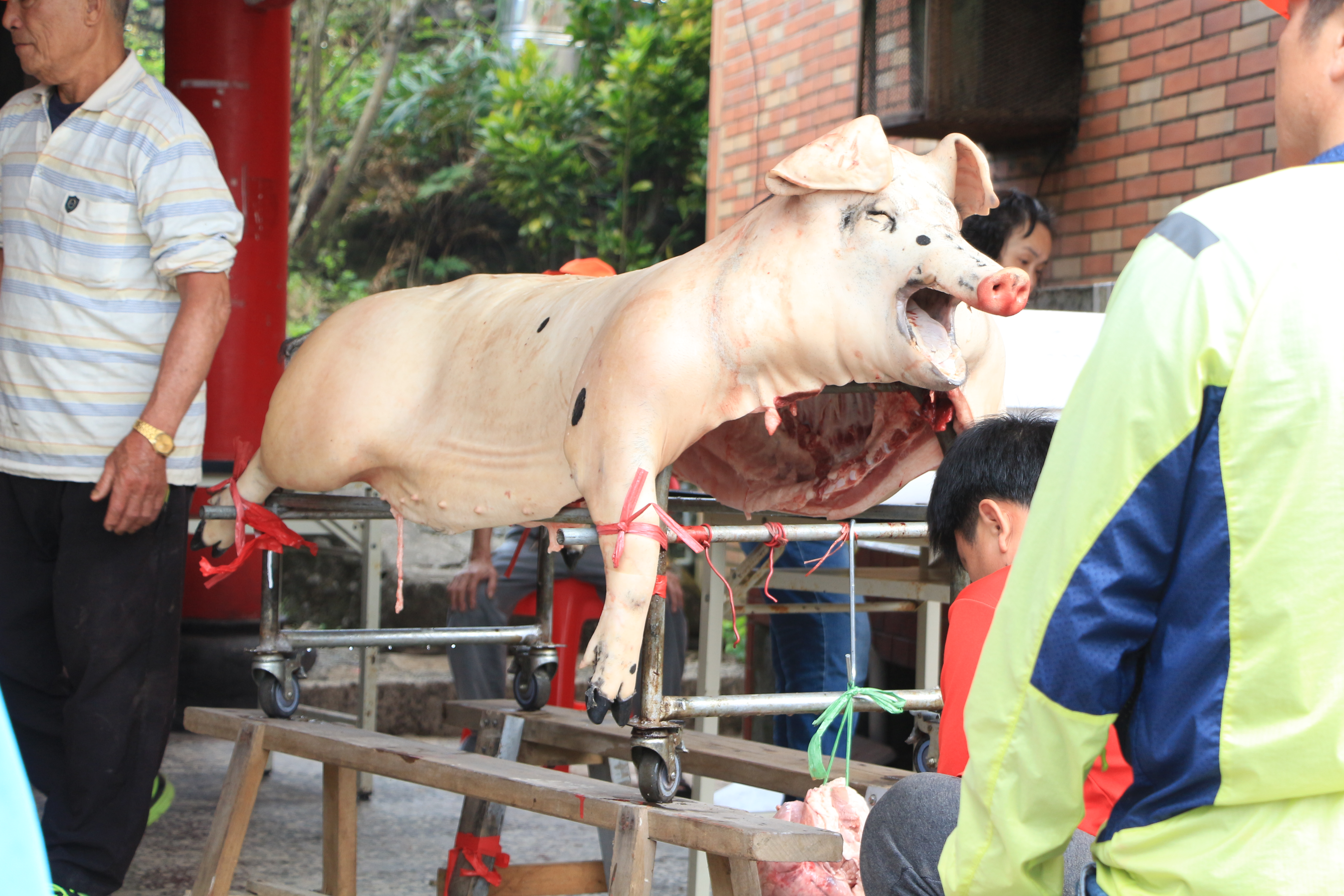
用來祭神的豬公。

牺牲是以祭祀为目的而宰殺成為祭品的牲畜，如牛、羊、豬、雞、鴨、魚等，謂之牲醴或犧牲酒醴。近現代也引申指“为了他利、正义或公益，舍弃自己的私利甚至生命。”
犧牲也是指將物質財產、動物（包括人類）的生命獻給神靈，作為安撫或崇拜的行為。
犧牲，尤其是（自身）人類血液的奉獻，經常是男性專屬的儀式，用於使參與者產生連結，建立一種超越分娩過程流血的「親屬關係」。

## 辭源

### 文言文
「犧牲」在古中國文獻中為名詞，指祭祀時使用的純色牲畜。
「犧」，《說文》宗廟之牲也。「牲」，《說文》牛完全也。《傳》色純白曰犧，體完曰牷，牛羊豕曰牲，器實曰用。《疏》經傳多言三牲，知牲是牛羊豕也。《周禮·天官·膳夫》膳用六牲。《註》馬牛羊豕犬雞也。《庖人註》六畜，六牲也。始養之曰畜，將用之曰牲。

### 現代
現代中文的「犧牲」可對應英文的Sacrifice。Sacrifice來自拉丁文Sacrificare，原本指宰殺動物或人類奉獻給神靈的行為

，後來衍生出第二個意涵，指為了幫助他人損害自己的權利

。
英文的概念被引入中文後，中文的「犧牲」多出了動詞的用法，指殺生祭祀（也可稱為獻祭

），也可以引申成「為了達到目的而放棄某些重要的東西」
。

## 分類

### 動物祭
動物祭作為一種宗教儀式，是以完整、珍貴和美好的肉食來取悅神靈。有時被宰殺的牲畜祭過神靈以後，肉食也可以分給其他人共同享用。

### 人祭

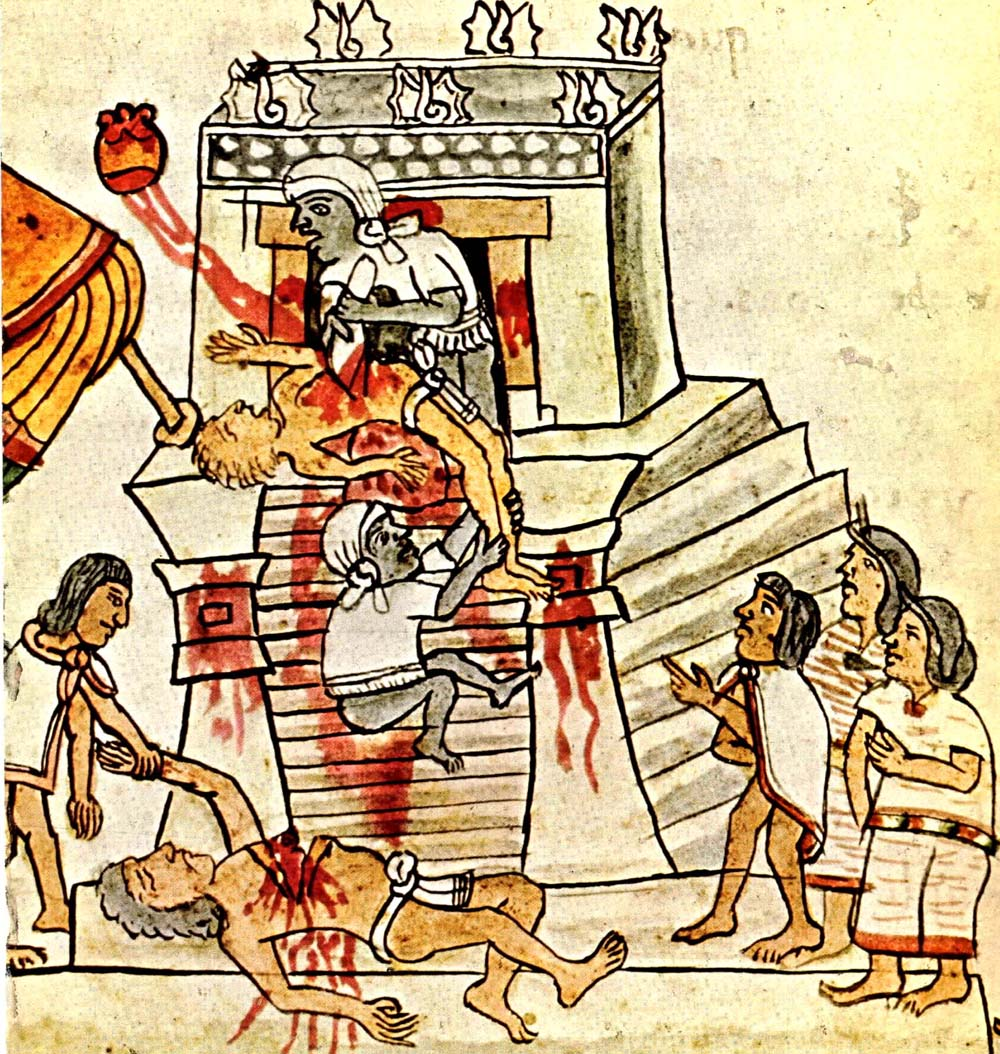
16世紀曼多撒手抄本描繪的阿茲特克活人獻祭（收藏於牛津博德利圖書館）

人祭是用人作为祭品来祭祀神灵，人类史上许多原始文明均有发现用活人作祭品的记载。人祭的目的通常是：
- 远古人类在建设神殿、桥梁等大型建筑工程的时候，用人祭来镇壓邪祟，祈祷諸事顺利；
- 远古人类相信人死后会去到另一个世界，所以在君王、大祭司等领袖死去的时候，用人殉在另一个世界继续侍奉死者；
- 远古人类相信火山爆发、干旱、地震等自然灾害是神灵有所不满，所以在发生大规模自然灾害的时候，用人祭来平息神灵的愤怒或不满。

## 宗教意義
宗教上的犧牲，指仪式中被宰殺獻神的動物或人類（也可被稱為献牲、牲品、祭品、祭牲、祭物或血食等），或者殺生祭祀這個動作本身（也可以稱為獻祭）。人类的祭祀活动普遍需要犧牲，以和神靈溝通。犧牲可以按照是否在儀式進行時宰殺祭品分为一般性祭品和生祭（活祭），也可按照祭品的種類分為動物祭跟人祭。如果信徒自願犧牲，可分為自殺祭（ritual suicide）或儀式性自殘。
上古中国已经确证存在大量献祭活动，祭物种类极为广泛。《诗经》中对于献祭和祭品的记录已经详确细致，例如：《潜》是颂扬周室祭祀时用鲜美又品种多样的肥鱼供奉神灵和祖先的乐歌，它的赞美对象既包括大自然与其出产，也同时针对王室的虔诚献祭；《采蘋》描述少女献祭的场景。
古代美索不達米亞（今巴比伦）和環地中海地區（古希臘、古羅馬、腓尼基等）

的献祭极为普遍，古巴比倫人會在殺死祭品後，觀察動物的內臟以預測吉凶，稱為"臟卜"。

；西亚《旧约圣经》中记录了人类第二代的献祭，亚当长子该隐以农产献祭，次子亚伯以羔羊献祭，神悦纳后者，因為亞伯獻上頭生的，該隱卻是獻上剩下的。
《出埃及记》中则更为详细地记录了古代希伯来人献祭的規則。
一些民族在過去的某些時代有人祭的习惯，例如亚述、玛雅、古印加文明，甚至也包涵古中国文明。

### 儒家
從周禮以來的祭祀規格由高而低分成太牢、少牢、特牲、特豕、特豚、魚、臘、豆等，使用的祭祀器皿有不同規定，也從飲食上來劃分君臣、諸侯、士庶的倫理秩序。天子諸侯的規格稱作「牢禮」，分為「太牢」（大牢）和「少牢」（小牢）；「牢」是飼養牲畜的欄圈，牛牢大、羊牢小，以此來表示天子和諸侯飲食規格的區別。
「太牢」（牲牛）以全牛為主祭，合全羊、全豬為三牲，最先是天子祭祀才能使用的牢禮，春秋時期的一些諸侯也越制而用之；「少牢」（牲羊）以全羊為主祭，合全豬為二牲，是大夫祭祀使用的牢禮；士用饋食（牲特豕）祭祀，以全豬為主祭；庶人則只能祭稷，禮不及三牲。
清朝禮制將原先的兩種「牢禮」改為四種規格，由高而低是犢、特、太牢和少牢，原先的太牢改稱「犢」（牲牛）、少牢改稱「特」（牲羊）；太牢連降兩級，並從原來的「牲牛」改成「牛羊豕」；少牢同樣連降兩級，並從原來的「牲羊」改成「羊豕」。
「牲」必須是毛色整齊的一整隻牲畜，所以現在民間習俗所稱的三牲、五牲，與古禮中記載的三牲，並非相同（下述「民間信仰」）；當今只有祭黃帝、祭孔等大典符合太牢之禮的規格，還有可能備齊全牛、全羊、全豬的三牲之禮。

一般解釋是道教三清、玉帝、三官等高等神靈用鮮花、生果、齋菜祭拜就可，不用三牲；但辦事的神兵神將生前大多是凡夫俗子，喜歡葷菜，所以要用血食以表誠心。不過，素食者拜神也無須特地準備牲禮，只要真心誠意，神明依然會接受。

### 基督教

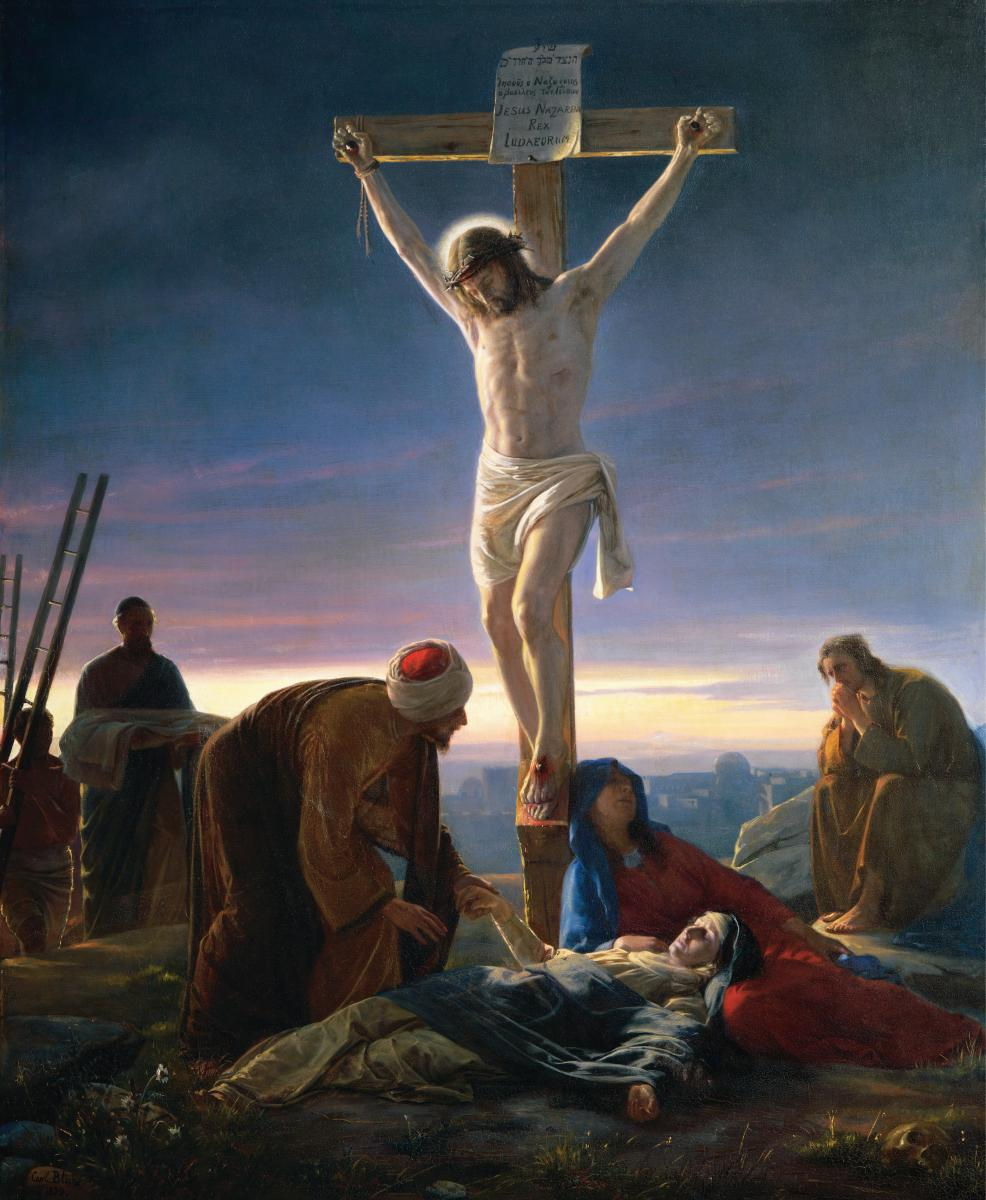
《十字架的基督》（Christ on the Cross）象徵耶穌基督的犧牲

從基督教神學的觀點而言，眾人因有罪而與上帝疏遠，可是耶穌基督與上帝無間親密，與上帝原為一體。他將眾人的罪放在自己手上，然後被大祭司從城市趕到荒野之中，受難受死在十字架上面，成為眾人的代罪羔羊。上帝藉著耶穌基督的稱義，赦免眾人的罪，使眾人被救贖。
所以耶穌基督就是上帝所賜的無罪羔羊，眾人藉着基督的犧牲，奉行基督的教訓並願與主同行，就能如同耶穌基督般與主無間親密。這是源於《舊約聖經》的贖罪祭，古猶太人在贖罪日獻上羔羊來行贖罪禮，說：「承認以色列人諸般的罪孽、過犯，就是他們一切的罪愆。」

### 印度教
指的是犧牲、祭品、崇拜、供養等的意思，特別是用於將牛奶、酥油、穀物、凝乳、香料和木材等投入聖火，持唸曼特羅的宗教儀式。 古老的婆羅門教性力派，亦有宰杀血食、甚至將活人用做祭祀供品的儀式。

### 伊斯蘭教

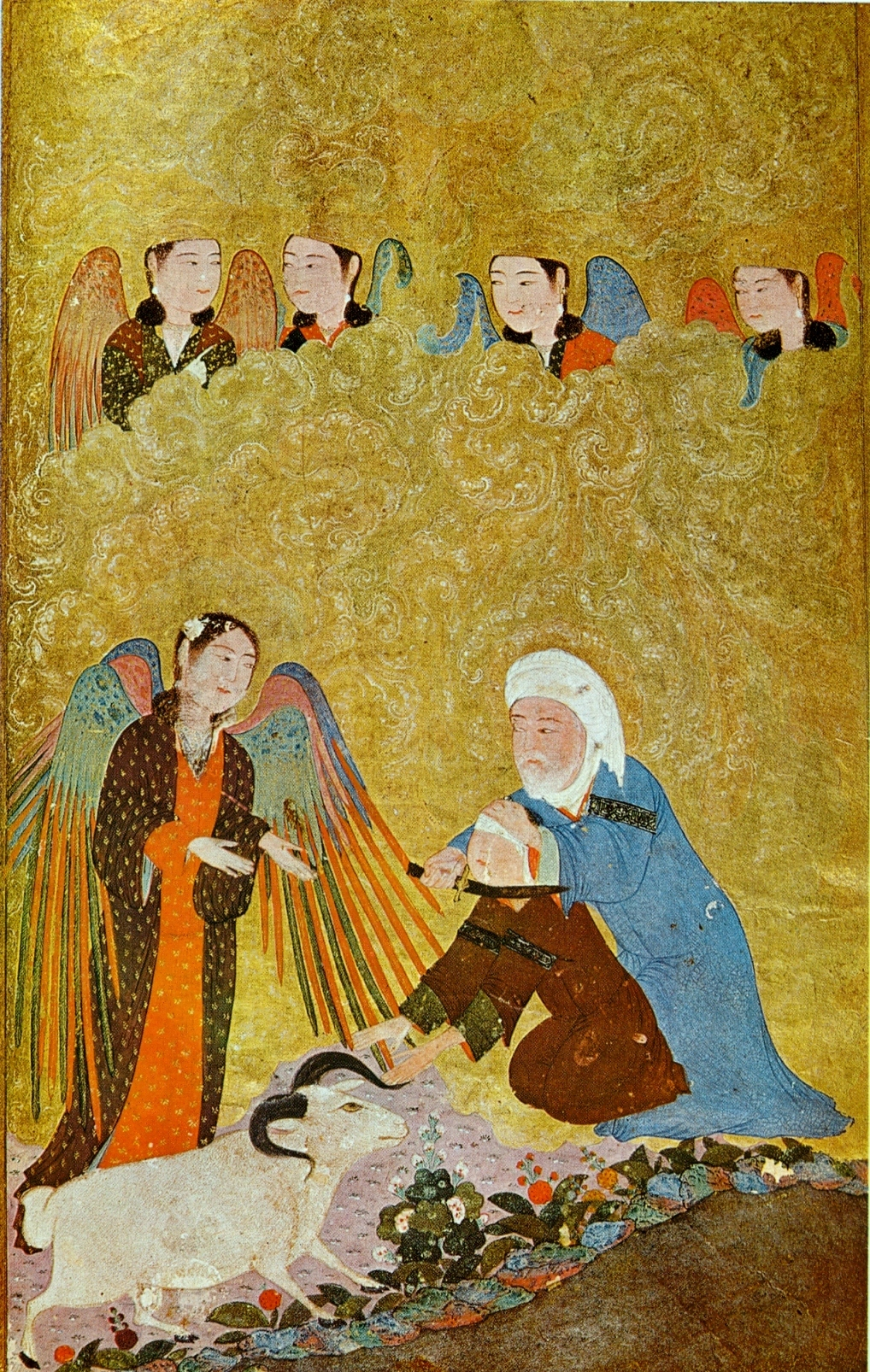
天使指示易卜拉欣（亞伯拉罕）用羔羊代替易斯哈格（以撒）成為祭品

伊斯蘭教的穆斯林會在宰牲節屠宰綿羊、山羊、牛或駱駝，然後會將肉食留給家人，也會分送給窮人。這是為了紀念先知易卜拉欣（亞伯拉罕）服從真主的命令，將兒子獻為祭品，而後又用羔羊代替祭品的節日。
亞伯拉罕諸教都有相同的傳說，但對於先知易卜拉欣獻上的是長子易斯馬儀（以實瑪利）還是次子易斯哈格（以撒），出現不同的見解，易斯哈格（以撒）是犧牲者的說法後來成為主流。

### 猶太教
猶太教經典記載，先知亞伯拉罕獲得耶和華指示，要將兒子以撒作為祭品獻給上帝，但耶和華最後派出天使阻止亞伯拉罕，並稱是為了測試亞伯拉罕的忠誠心，於是亞伯拉罕改為宰殺一隻羔羊作為祭品。
猶太教的五祭是根據《旧约圣经》中規定的五种基本祭：
- 燔祭是指焚烧的祭，祭牲包含公牛、公羊、斑鳩或雛鴿，将祭牲宰杀切块，洗净后焚烧成灰，并且祭坛的火永不熄灭。
- 素祭由细面、油、乳香和盐构成，细面与油调和，产生面团；面团拿到炉子里烤，就成了饼；这种经过烘烤的饼成为香气满足神，也成为食物满足人。
- 平安祭是人可以享用的祭物，祭司和献祭者可以享用此祭。平安祭可以使用任何祭牲，也可以用无酵饼或有酵饼。
- 赎罪祭的祭牲取决于献祭者：大祭司或以色列全会众献祭，必须要献上公牛；国王或王子献祭，必须要献上公山羊；平民献祭，必须要献上母山羊或绵羊羔；对于无力承受的穷人，可以献上两只斑鸠或雏鸽。将祭牲宰杀后按手与之联合，使祭牲代替人承担人的罪性的后果。
- 赎愆祭为的是可以补偿的过失。祭牲通常是母羊、羊羔或山羊，若力量不够，可用斑鸠或雏鸽等。

## 政治意义
“牺牲”在近现代才引申作“为了达到某种目的，付出自己的利益或性命”， 例如：士兵在戰爭中為國家作戰而付出生命，古謂「成仁」、「取義」。

## 另見
- 屠宰
- 飲食
- 祭祀
  - 祭天
  - 祭神
  - 祭祖
  - 祭鬼
- 祭品
- 血食
- 祀宴
- 奠祭

## 外部連結
- 李瑞烈老師YouTube上的『拜牲禮意義』（中文字幕，臺灣閩南語）
- 三牲 （页面存档备份，存于），中華民國文化部臺灣大百科全書
- 五牲 （页面存档备份，存于），中華民國文化部臺灣大百科全書
- 牲醴（牲禮） （页面存档备份，存于），中華民國內政部全國宗教資訊網